# Uroxys variabilis
Uroxys variabilis là một loài bọ cánh cứng trong họ Bọ hung (Scarabaeidae).